# سلنول

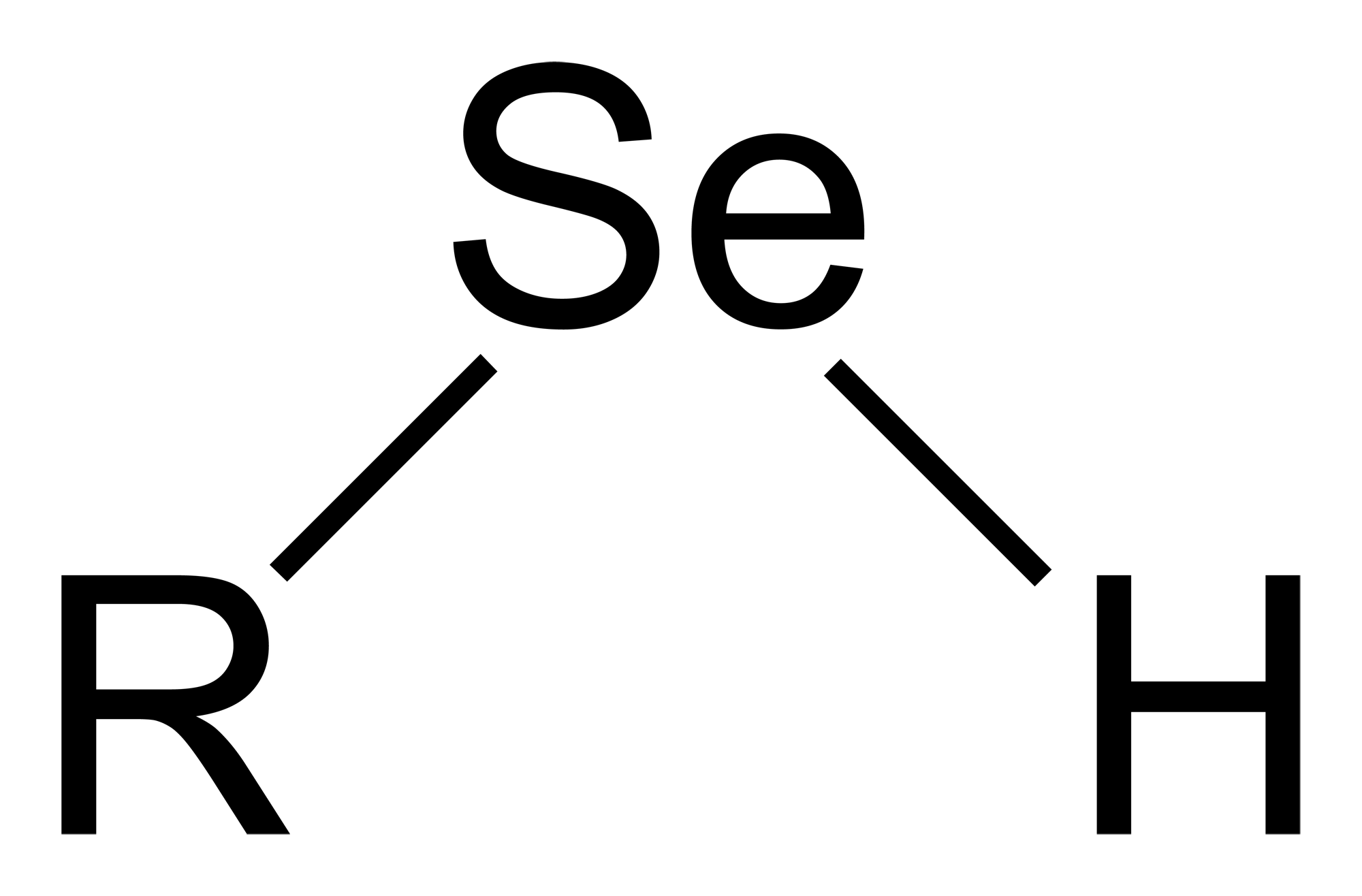
ساختار گروه عاملی سلنول

سلنول (به انگلیسی: Selenol) یک گروه عاملی در ترکیبات آلی است که همانند گروه الکل ها می‌باشد  با این تفاوت که به جای اتم اکسیژن در آن، یک اتم سلنیوم جایگزین شده‌است.